# Groșeni, Arad
Groșeni este un sat în comuna Archiș din județul Arad, Crișana, România. Se află în partea de nord a județului, în Depresiunea Zarand.

## Economie
În sat se exploatează cuarțit și calcar.

## Obiective turistice
Biserica din sat cu hramul „Cuvioasa Parascheva“ a fost construită în 1725 și a fost strămutată în curtea spitalului Județean Arad. 
În 1733 erau consemnate 3 mori de apă și 5 pive (molae pannifices valachicae)- A.N.-D.J. Bihor, fond Domeniul Episcopal Român-Unit Beiuș, dos. 1, f. 1-522. 
La 1778 erau mentionate 10 mori de apa si 7 pive (malae tulonices) - A.N.-D.J. Bihor, Fond E.R.C.O., Registre economice, dosar 371, f. 1119-1247 (Conscrierea domeniului Beliului din anul 1778)